# Новиков, Александр Тимофеевич
Александр Тимофеевич Новиков (23 октября 1934, Красный Боевик, Воронежская область — 14 сентября 2020, Курган) — советский государственный и партийный деятель, председатель исполнительного комитета Курганского городского Совета народных депутатов (1983—1986).

## Биография
Александр Тимофеевич Новиков родился 23 октября 1934 года в посёлке Красный Боевик Тамбовского района Воронежской области, ныне город Котовск — город областного значения Тамбовской области.
В 1958 году окончил Пензенский политехнический институт.
После окончания института работал на Курганском механическом заводе мастером, старшим мастером, старшим инженером отдела главного конструктора.
В 1961 году утверждён старшим контролёром группы комиссии Госконтроля при Совете Министров РСФСР по Курганской области.
В 1963 году выдвинут на партийную работу. В течение двух лет работал помощником первого секретаря Курганского промышленного обкома КПСС Николая Павловича Кругликова. В декабре 1964 года, после объединения сельской и промышленной партийных организаций, утверждён заведующим промышленно-транспортным отделом Курганского горкома партии.
С 1965 по 1967 год был слушателем Высшей партийной школы при ЦК КПСС.
По окончании партийной школы работал инструктором Курганского обкома КПСС, затем секретарём парткома Курганского приборостроительного завода.
В 1973—1981 годах — директор Далматовского завода «Молмашстрой».
В 1981—1983 годах — заведующий отделом лёгкой и пищевой промышленности Курганского обкома КПСС.
Александр Тимофеевич Новиков был избран членом Далматовского райкома, Курганского горкома и Курганского обкома КПСС, депутатом Далматовского районного, Курганского городского и Курганского областного Советов народных депутатов.
С июня 1983 года по октябрь 1986 года — председатель исполнительного комитета Курганского городского Совета народных депутатов.
В 1986—1989 годах директор Курганского завода металлических мостовых конструкций. В эти годы предприятие активно изготавливало металлические конструкции для строительства Байкало-Амурской магистрали, моста через реку Припять в районе аварии на Чернобыльской АЭС.
Александр Тимофеевич Новиков умер 14 сентября 2020 года. Похоронен на кладбище села Кетово Кетовского сельсовета Кетовского района Курганской области, ныне село — административный центр Кетовского муниципального округа той же области.

## Награды
Орден «Знак Почёта».